# Emir Redžić
Emir Redžić (* 15. Februar 1995 in Cazin) ist ein bosnischer Fußballspieler.

## Karriere
Redžić begann seine Karriere beim FK Krajina Cazin. Im August 2012 debütierte er für die erste Mannschaft von Cazin in der Prva Liga FBiH, als er am dritten Spieltag der Saison 2012/13 gegen den FK Goražde in der 57. Minute für Dino Toromanović eingewechselt wurde. In jenem Spiel, das Cazin mit 3:2 gewann, erzielte er den Treffer zum zwischenzeitlichen 1:1.
In der Winterpause jener Saison wechselte er nach Österreich zu den Amateuren des SK Sturm Graz, für die er allerdings nicht zum Einsatz kam. Im September 2013 wechselte er zum SV Lafnitz.
Im November 2013 absolvierte er sein erstes Spiel in der Regionalliga, als er am 16. Spieltag der Saison 2013/14 gegen den FC Pasching in der Startelf stand. Seinen ersten Treffer in der Regionalliga erzielte er im April 2014 bei einem 2:0-Sieg gegen den SK Vorwärts Steyr.
Mit Lafnitz stieg er 2018 in die 2. Liga auf. In der Aufstiegssaison 2017/18 absolvierte Redžić 14 Spiele in der Regionalliga, in denen er ohne Treffer blieb. Sein Debüt in der zweithöchsten Spielklasse gab er im August 2018, als er am zweiten Spieltag der Saison 2018/19 gegen den FC Juniors OÖ von Beginn an zum Einsatz kam und in der 73. Minute durch David Schloffer ersetzt wurde.
Zur Saison 2020/21 wechselte er zu den fünftklassigen Amateuren des TSV Hartberg.